# Albumy numer jeden w roku 2000 (Węgry)
Rok 2000 był jedenastym, w którym funkcjonowała lista najlepiej sprzedających się albumów na Węgrzech, Top 40 album- és válogatáslemez-lista.

## Historia notowania
| Data publikacji | Album                     | Wykonawca                 | Źródło |
| --------------- | ------------------------- | ------------------------- | ------ |
| 3 stycznia      | Dalban mondom el          | Jimmy Zámbó               | [ 1 ]  |
| 10 stycznia     | Egynek jó                 | Jazz+Az                   | [ 2 ]  |
| 17 stycznia     | Egynek jó                 | Jazz+Az                   | [ 3 ]  |
| 24 stycznia     | Egynek jó                 | Jazz+Az                   | [ 4 ]  |
| 31 stycznia     | Supernatural              | Carlos Santana            | [ 5 ]  |
| 7 lutego        | Supernatural              | Carlos Santana            | [ 6 ]  |
| 14 lutego       | Supernatural              | Carlos Santana            | [ 7 ]  |
| 21 lutego       | Rosszfiúk                 | Ganxsta Zolee és a Kartel | [ 8 ]  |
| 28 lutego       | Supernatural              | Carlos Santana            | [ 9 ]  |
| 7 marca         | Supernatural              | Carlos Santana            | [ 10 ] |
| 14 marca        | Supernatural              | Carlos Santana            | [ 11 ] |
| 21 marca        | Supernatural              | Carlos Santana            | [ 12 ] |
| 28 marca        | Supernatural              | Carlos Santana            | [ 13 ] |
| 3 kwietnia      | Supernatural              | Carlos Santana            | [ 14 ] |
| 10 kwietnia     | Supernatural              | Carlos Santana            | [ 15 ] |
| 17 kwietnia     | Supernatural              | Carlos Santana            | [ 16 ] |
| 24 kwietnia     | Supernatural              | Carlos Santana            | [ 17 ] |
| 1 maja          | Supernatural              | Carlos Santana            | [ 18 ] |
| 8 maja          | Supernatural              | Carlos Santana            | [ 19 ] |
| 15 maja         | Supernatural              | Carlos Santana            | [ 20 ] |
| 22 maja         | Oops!... I Did It Again   | Britney Spears            | [ 21 ] |
| 29 maja         | Oops!... I Did It Again   | Britney Spears            | [ 22 ] |
| 5 czerwca       | Oops!... I Did It Again   | Britney Spears            | [ 23 ] |
| 12 czerwca      | Oops!... I Did It Again   | Britney Spears            | [ 24 ] |
| 19 czerwca      | Oops!... I Did It Again   | Britney Spears            | [ 25 ] |
| 26 czerwca      | Natalia Oreiro            | Natalia Oreiro            | [ 26 ] |
| 3 lipca         | Natalia Oreiro            | Natalia Oreiro            | [ 27 ] |
| 10 lipca        | Natalia Oreiro            | Natalia Oreiro            | [ 28 ] |
| 17 lipca        | Feeling of Romance        | Gheorghe Zamfir           | [ 29 ] |
| 24 lipca        | Feeling of Romance        | Gheorghe Zamfir           | [ 30 ] |
| 31 lipca        | Feeling of Romance        | Gheorghe Zamfir           | [ 31 ] |
| 7 sierpnia      | Feeling of Romance        | Gheorghe Zamfir           | [ 32 ] |
| 14 sierpnia     | Natalia Oreiro            | Natalia Oreiro            | [ 33 ] |
| 21 sierpnia     | Feeling of Romance        | Gheorghe Zamfir           | [ 34 ] |
| 28 sierpnia     | Feeling of Romance        | Gheorghe Zamfir           | [ 35 ] |
| 4 września      | Feeling of Romance        | Gheorghe Zamfir           | [ 36 ] |
| 11 września     | Feeling of Romance        | Gheorghe Zamfir           | [ 37 ] |
| 18 września     | Velőrózsák                | Kispál és a Borz          | [ 38 ] |
| 25 września     | Music                     | Madonna                   | [ 39 ] |
| 2 października  | Nem adom kölcsön a szívem | Pali Balázs               | [ 40 ] |
| 9 października  | Hűség                     | Ákos                      | [ 41 ] |
| 16 października | Nem adom kölcsön a szívem | Pali Balázs               | [ 42 ] |
| 23 października | Álmodoztam                | V-Tech                    | [ 43 ] |
| 30 października | A szerelem hajnalán       | Ámokfutók                 | [ 44 ] |
| 6 listopada     | A szerelem hajnalán       | Ámokfutók                 | [ 45 ] |
| 13 listopada    | Ráncdalfesztivál          | Irigy Hónaljmirigy        | [ 46 ] |
| 20 listopada    | Ráncdalfesztivál          | Irigy Hónaljmirigy        | [ 47 ] |
| 27 listopada    | 1400                      | Géza Hofi                 | [ 48 ] |
| 4 grudnia       | Ráncdalfesztivál          | Irigy Hónaljmirigy        | [ 49 ] |
| 11 grudnia      | Karácsony Jimmyvel        | Jimmy Zámbó               | [ 50 ] |
| 18 grudnia      | Karácsony Jimmyvel        | Jimmy Zámbó               | [ 51 ] |
| 25 grudnia      | Karácsony Jimmyvel        | Jimmy Zámbó               | [ 52 ] |